# Iryna Doroschenko
Iryna Jewheniwna Doroschenko (ukrainisch Ірина Євгенівна Дорошенко; * 19. Juli 1957 in Kiew) ist eine ukrainische Schauspielerin und Synchronsprecherin.

## Leben und Wirken
Iryna Doroschenko wuchs in der ukrainischen Hauptstadt Kiew auf.
Nach ihrem Schulabschluss absolvierte sie eine professionelle Schauspielausbildung. Seit 1976 stand sie als Schauspielerin in mehr als 30 Film- und Fernsehproduktionen vor der Kamera.
Doroschenko ist umfangreich als Synchronsprecherin aktiv. Sie sprach Figuren in Zeichentrickfilmen und Animationsfilmen wie Mulan, Pocahontas, DuckTales – Neues aus Entenhausen, König der Löwen, SpongeBob Schwammkopf, Ice Age, Shrek und war von 2004 bis 2021 die ukrainische Stimme von Marge Simpson und Lisa Simpson in der Zeichentrickserie Die Simpsons sowie auch in Die Simpsons – Der Film.
Doroschenko lebt in Kiew.

## Filmografie (Auswahl)
- 1976: Dnipro Wind
- 1986: Your Father’s House
- 1988: Storm Warning
- 1990: Black Panther and the Polar Bear
- 1995: Woodcocks
- 2006: The Mystery of St. Patrick
- 2010: Plato Angel
- 2016: On the Life Line
- 2017: Sniper
- 2019: Travelers
- 2019: Serf
- 2019: Zoya